# 本行徳
本行徳（ほんぎょうとく）は、千葉県市川市の地名。郵便番号は272-0103。

## 地理

### 1番〜38番
住居表示実施済み区域。行徳街道沿いにある行徳地区の中でも古くからある町のひとつ。昔ながらの住宅や寺社が多く存在する。下新宿、妙典、本塩、関ケ島、東京都江戸川区東篠崎と隣接。

### 620番地
かつて存在した住所で、行徳小学校の校地。同小学校の校地は本行徳の飛地であったが、北隣にあった下妙典飛地とともに現在は富浜一丁目1番となっている。

### 1100〜1400番地台
上記の1番〜38番（住居表示実施区域）から南に離れた、江戸川河口に近い一帯。違法残土で有名な山、通称「行徳富士」がある。一部が埋め立てにより形成されている。現在も土木業者を中心に土地を保有している。流域下水道第一終末処理場の設置が計画されている。かつては塩焼側に住宅がわずかに存在したが、この計画によって立ち退き、現在では公有地となっている。加藤新田、下妙典、塩焼、幸と隣接。

### 2554番地
東京湾岸道路及びJR京葉線以南の埋立地で、工場、資財置場、石油コンビナートが広がる。高浜町と隣接。

## 歴史
かつては富浜、塩焼、本塩の大半と宝の一部に加え、飛地として大洲、東大和田の大半と大和田の一部も存在していた。

## 世帯数と人口
2017年（平成29年）9月30日現在の世帯数と人口は以下の通りである。
| 町丁   | 世帯数    | 人口    |
| ------ | --------- | ------- |
| 本行徳 | 1,411世帯 | 2,870人 |

## 小・中学校の学区
市立小・中学校の学区は以下の通りである。
| 番・番地                               | 小学校             | 中学校             |
| -------------------------------------- | ------------------ | ------------------ |
| 1番〜38番（住居表示実施地区）          | 市川市立行徳小学校 | 市川市立第七中学校 |
| 1100〜1400番地台・2554番地（無住地区） | 市川市立塩焼小学校 | 市川市立妙典中学校 |

## 交通

### 鉄道
町域内に鉄道駅および鉄道路線は存在しない。最寄駅は東京メトロ東西線妙典駅。

### 道路
- 千葉県道6号市川浦安線（行徳街道）

### 路線バス
京成バス千葉ウエスト（塩浜営業所）
- 浦安01：浦安駅 - 本八幡駅
- 浦安03：新浦安駅 - 本八幡駅
- 浦安04：行徳駅 - 本八幡駅
- 市川04：行徳駅→市川駅（朝のみ）

## 施設
- 常夜灯公園

寺社
- 徳願寺
- 教信寺
- 妙応寺
- 妙頂寺
- 常運寺
- 自性院
- 長松寺
- 本久寺
- 妙覚寺
- 円頓寺
- 行徳神明神社（豊受神社）
- 本行徳八幡神社
- 小御嶽神社
- 本行徳神明社